# Protestas en Mozambique de 2010
Las protestas en Mozambique de 2010 fueron una serie de disturbios por alimentos y manifestaciones masivas mortales provocadas por la creciente inflación alimentaria y el desempleo. Los disturbios por el pan estallaron el 1 de septiembre después de una semana de pequeñas huelgas y se convirtieron en un levantamiento callejero, volviéndose contra el gobierno, la pobreza, el desempleo, la inflación y el hambre. A decenas de miles de partidarios de la oposición se les pidió que marcharan y se manifestaran por su libertad y rompieran la barrera del miedo. Después de que 4 murieran en disturbios en Maputo, miles se presentaron en movimientos de protesta en todo el país. 13 manifestantes fueron asesinados en los próximos días de huelgas generales y disturbios. La ola de violencia sin precedentes fue la mayor desde el final de la Guerra Civil de Mozambique.